# Rüdiger Helm
Rüdiger Helm (Neubrandenburg, NDK, 1956. október 6. –) német sportoló, különböző kajakversenyszámokban olimpiai és világbajnok, 1975-től kezdve majd egy évtizedig a világ kajaksportjának meghatározó alakja volt.

## Pályafutása
Szülővárosában, Neubrandenburgban kezdett sportolni a helyi Sportgimnáziumban. Már fiatal sportolóként jó eredményeket ért el kenuban. Alig 17 évesen, 1974-ben rajthoz állt a Mexikóvárosban rendezett kajak-kenu világbajnokságon és K2 1000 méteres számban bronzérmet szerzett. A rá következő évben a belgrádi világbajnokságon az NDK ezüstérmes K4-es csapatában szerepelt. Fiatalon elért sikerei miatt meghívták az montreali olimpiára készülő keletnémet kajak-kenu válogatottba. 19 éves volt, amikor az olimpián K1-es 1000 méteres távon megszerezte élete első olimpiai bajnoki címét, az aranyérem mellé még begyűjtött két olimpiai bronzot is. A következő években Helm a világ egyik legjobb kajakosává nőtte ki magát. Fő számában, a K1 1000 méteres távon több éven át volt uralkodó világbajnok. Az 1976 és 1980 közötti ciklusban 5 világbajnoki győzelmet aratott. Pályafutásának csúcspontja a moszkvai olimpia volt, ahol 2 bajnoki cím mellett egy bronzérmet is begyűjtött. A következő négy évben öt világbajnoki elsősége mellett 3 ezüst és 1 bronzérmet vitt haza Németországba. Esélyesként készült fel a los angeles-i olimpiára, de a hidegháború utolsó hullámának részeként az NDK bojkottálta az Egyesült Államokban rendezett játékokat. A hiábavaló felkészülés miatti kiábrándultságában Rüdiger Helm – sok keletnémet sportolóval együtt – sportpályafutásának befejezéséről döntött.
Az egykori világbajnok ma a Schleswig-Holstein keleti tengerpartján fekvő Timmendorfer Strand nevű közösség településgondnokságának telephelyét vezeti. Rüdiger Helm nős, két felnőtt gyermeke van.